# Oevelgang
De oevelgang was in het verleden een bijzondere rechtsfiguur die voorkwam in de provincie Groningen en Drenthe. Het was een bijzondere vorm van de overeenkomst tot schenking. De oevelgang houdt het midden tussen een schenking en een recht van vruchtgebruik.
Bij de oevelgang schonk een persoon al zijn bezittingen, of een deel daarvan, aan een ander onder de voorwaarde dat de ontvanger als tegenprestatie de schenker zou onderhouden, waarbij het idee was dat de opbrengst van de gift daartoe toereikend was. Bij vruchtgebruik zou dat onderhoud afhankelijk zijn van de opbrengst van het bezwaarde goed, bij oevelgang wordt als het ware aangenomen dat het bezwaarde goed voldoende opbrengst zal genereren.